# Julie Meadows
Pour les articles homonymes, voir Meadows.
Julie Meadows, née "Lydia Lee" le 3 février 1974 à Texarkana (Texas), est une actrice de films pornographiques, poétesse, écrivaine, réalisatrice, graphiste, blogueuse américaine.

## Biographie

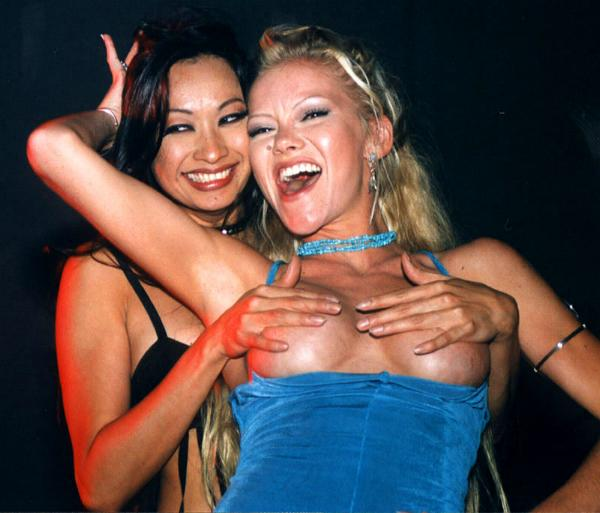
Julie Meadows and Syren at AVN Expo (2000)

Alors qu'elle est danseuse à Dallas, elle rencontre le réalisateur Michael Raven à Dallas. Elle emménage ensuite à Los Angeles et débute dans les films X en 1999.
Julie a joué dans 200 films dont quelques-uns sont softcore. En 2004, elle participe au film Misty Beethoven : The Musical, remake musical du classique des années 1970 The Opening of Misty Beethoven.
En 2002, elle reçoit un AVN Award, puis arrête sa carrière en 2004.
En 2011, elle réalise un documentaire sur une militante anti-porno Shelley Lubben.

## Récompenses et nominations
- 2002 : AVN Award du meilleur second rôle féminin dans un film pour Fade to Black de Paul Thomas[3]

nominations
- 2001 : AVN Award, nommée comme meilleure actrice pour Watchers
- 2000 : Hot d'Or, nommée comme "Best American New Starlet"

## Filmographie
- 1998 : Air Tight 3
- 1998 : Anal Cravings 4
- 1998 : Backseat Driver 8: Anal Overhaul
- 1998 : Beach Bunnies With Big Brown Eyes 2
- 1998 : For Your Ass Only 2
- 1998 : Fresh Flesh 4
- 1998 : Freshman Fantasies 15
- 1998 : Max Hardcore Extreme 4
- 1998 : Only the A-Hole 6
- 1998 : Pickup Lines 34
- 1998 : Pornological 2
- 1998 : Up And Cummers 59, 60
- 1998 : Up Your Ass 9
- 1999 : Mind Fuck
- 1999 : United Colors Of Ass 1
- 1999 : Fuck 'em All 2
- 1999 : California Cocksuckers 16
- 1999 : Fuck You Ass Whores 7
- 1999 : Hot Bods And Tail Pipe 9, 13, 16
- 1999 : Gangland 8
- 1999 : Internal Affairs 2
- 2000 : Lady Chatterley's Stories
- 2000 : Forbidden Fantasies 2
- 2000 : Luciano's Lucky Ladies 3
- 2000 : Pussy Wars
- 2000 : Alice in Fetishland
- 2000 : Whack Attack 7
- 2003 : Mandy The Perfect Gift
- 2003 : Anal Kinksters 1
- 2003 : Anal-ly Yours
- 2004 : Julie's Back
- 2004 : Misty Beethoven: The Musical
- 2006 : Sexual Retreat 2 de Victor Dubanai
- 2011 : The Devil And Shelley Lubben (documentaire)